# Liste der Monuments historiques in Hoffen
Die Liste der Monuments historiques in Hoffen führt die Monuments historiques in der französischen Gemeinde Hoffen auf.

## Liste der Bauwerke
| Bezeichnung                          | Beschreibung                                    | Standort                              | Kennzeichnung | Schutzstatus | Datum | Bild           |
| ------------------------------------ | ----------------------------------------------- | ------------------------------------- | ------------- | ------------ | ----- | -------------- |
| Protestantische Kirche Leiterswiller | 1736 erbaut, mit Bauteilen des 15. Jahrhunderts | Leiterswiller, rue des Églises (Lage) | PA00084750    | Classé       | 1924  | weitere Bilder |

## Liste der Objekte
| Bezeichnung   | Beschreibung                   | Standort                                      | Kennzeichnung | Schutzstatus | Datum | Bild |
| ------------- | ------------------------------ | --------------------------------------------- | ------------- | ------------ | ----- | ---- |
| Orgel         | 1846 von Stiehr-Mockers gebaut | Hoffen, in der protestantischen Kirche (Lage) | PM67001119    | Inscrit      | 1976  |      |
| Orgelprospekt | 1846 von Stiehr-Mockers gebaut | Hoffen, in der protestantischen Kirche (Lage) | PM67001120    | Inscrit      | 1976  |      |